# Carl Zeiss SMT
Die Carl Zeiss SMT GmbH (Semiconductor Manufacturing Technology) bildet den Unternehmensbereich Halbleitertechnik der Carl Zeiss AG und entwickelt und produziert Ausrüstungen für die Fertigung von Mikrochips. Das Unternehmen befand sich bis 2016 zu 100 Prozent im Besitz der Carl Zeiss AG. Im November 2016 erwarb das niederländische Unternehmen ASML für rund eine Milliarde Euro 24,9 Prozent der Carl Zeiss SMT GmbH.
Der Unternehmensbereich hat seinen Hauptsitz in der schwäbischen Stadt Oberkochen. Weitere Standorte befinden sich in Jena, Wetzlar, Roßdorf, Aachen, Coswig, Zürich (CH), Dublin (USA) und Bar Lev (Israel). Insgesamt sind mehr als 8.500 Mitarbeitende an diesen neun Standorten beschäftigt.

## Produktbereiche

### Halbleiterfertigungs-Optik
Dieser Zeiss Unternehmensbereich entwickelt und fertigt Optiken für die Halbleiterfertigung. Kerngeschäft sind Lithografie-Optiken, welche das Herzstück eines Wafer-Scanners bilden. Die Entwicklung und Fertigung der Projektionsoptik sowie die Entwicklung der zugehörigen Beleuchtungs-Systeme finden am Standort Oberkochen statt, die Fertigung der Beleuchtungs-Systeme auch am Standort Wetzlar. Neben den Lithografie-Optiken hat sich der Unternehmensbereich auf zahlreiche weitere Optiken spezialisiert, so unter anderem auf Optikkomponenten für Laser, die als Lichtquelle für lithografische Systeme genutzt werden.
Für eine neue Form der Chip-Herstellung hat Carl Zeiss SMT zusammen mit Trumpf und ASML ein Belichtersystem entwickelt, das mithilfe von EUV-Lithographie Chips belichtet. Für diese Entwicklung gewann am  25. November 2020 die Carl Zeiss SMT GmbH zusammen mit  TRUMPF Lasersystems for Semiconductors Manufacturing GmbH und dem an der Entwicklung beteiligten Fraunhofer-Institut für Angewandte Optik und Feinmechanik (IOF) den Deutschen Zukunftspreis, der vom Bundespräsidenten jährlich verliehen wird.
Mit der Weiterentwicklung des EUV-Lithographie-Verfahrens zur High-NA-EUV-Lithographie befähigt die Carl Zeiss SMT die Halbleiterindustrie, die nächste Mikrochip-Generation zu realisieren: Bei der High-NA-EUV-Lithographie kann Licht aus einem größeren Winkelbereich für die Abbildung genutzt und so bis zu dreimal mehr Strukturen auf einem Mikrochip abgebildet werden.

### Photomaskensysteme
Dieser Produktbereich entwickelt und fertigt Systeme, die Defekte auf Photomasken analysieren, reparieren sowie spezifische Maskeneigenschaften vermessen und optimieren. Auf der Photomaske befinden sich alle Strukturinformationen, die mittels Licht auf dem Wafer abgebildet werden.

### Prozesskontrolle für Halbleiterbauelemente
Dieser Produktbereich entwickelt und fertigt Prozesskontroll-Lösungen, um relevante Informationen (wie Mikrochip-Volumen) für die Logik- und Speicherchipfertigung zu erhalten und zu analysieren. Damit wird die Halbleiterindustrie befähigt, ihre Herausforderungen für die nächsten Bauelementgenerationen zu bewältigen.

## Geschichte
1968 lieferte Carl Zeiss erstmals die Optik für einen Schaltkreisdrucker. Rund neun Jahre später wurde eine Optik von Carl Zeiss Teil des weltweit ersten Vorgängers eines modernen Wafersteppers der Firma David Mann (später GCA).
1983 wurde die erste Lithografie-Optik von Carl Zeiss in einem Waferstepper von Philips eingesetzt – knapp zehn Jahre später gingen Carl Zeiss und die Philips-Ausgründung ASML eine strategische Partnerschaft ein.
1994 wurde der Unternehmensbereich Halbleitertechnik von Carl Zeiss gegründet. Carl Zeiss SMT GmbH und ihre Tochterunternehmen Carl Zeiss Laser Optics GmbH und Carl Zeiss SMS GmbH folgten 2001. Im selben Jahr begann auch der Bau für das Halbleitertechnik-Werk von Carl Zeiss im Interkommunalen Gewerbegebiet Oberkochen – Königsbronn, der 2006 abgeschlossen wurde.
2010 erreichte der Unternehmensbereich erstmals mehr als eine Milliarde Euro Umsatz. Mit Wirkung zum Oktober 2014 wurden die Tochterunternehmen Carl Zeiss Laser Optics GmbH und Carl Zeiss SMS GmbH auf die Carl Zeiss SMT GmbH verschmolzen.